# Slim Jxmmi
Slim Jxmmi, de son vrai nom Aaquil Brown, est un rappeur et chanteur américain, né le 29 décembre 1991 à Inglewood. Slim acquiert une reconnaissance grand public en tant que moitié du duo hip-hop Rae Sremmurd, basé au Mississippi, formé en 2010 avec son jeune frère Swae Lee. Ils ont signé avec Mike Will Made It 's EarDrummers Records, une marque d'Interscope Records, en 2013. Le duo a sorti quatre albums, avec des singles à succès comme No Flex Zone, No Type et Black Beatles (avec Gucci Mane ), qui ont dominé le Billboard Hot 100. De plus, il joue aux côtés de Young Dolph sur le single de Gucci Mane Stuntin' Ain't Nuthin, qui débute à la 95e place du Billboard Hot 100.

## Biographie

### Enfance
Aaquil naît le 29 décembre 1991 à Inglewood, en Californie, d'une mère célibataire qui travaillait sur des chars dans l'armée américaine. Élevé dans les projets de logements d'Ida Street, à Tupelo, dans le Mississippi, Slim commence à faire de la musique au lycée avec son jeune frère, Swae Lee, et le rappeur local Lil Pantz dans le cadre du groupe Dem Outta St8 Boyz. Après avoir obtenu son diplôme, Slim et son frère ont connu une période de sans-abrisme, squattant une maison abandonnée,. En tant que rappeur émergent, Slim s'inspirait d'Eminem et imitait dans un premier temps son style.

### Débuts en duo et Rae Sremmurd
Slim Jxmmi et Swae Lee commencent tout les deux leur carrière musicale en 2010, en rencontrant Jemiah alias J-Bo et Middlebrooks à Tupelo alors qu'il jouait au basket-ball dans un parc local. Les frères forment d'abord Dem Outta St8 Boyz avec Jemiah et Middlebrooks. Slim adopte ensuite le surnom de CaliBoy. En 2010, les frères utilisent les revenus de leur travail à temps partiel pour acheter du matériel de musique et produire de la musique à la maison. Leur single Party Animal, sorti plus tard cette année-là, acquiert une renommée locale. Après leur succès local avec Party Animal, Slim et Swae Lee ont auditionné pour le segment 106 and Park de BET, Wild 'n Out à Memphis, dans le Tennessee, et se qualifient avec succès. Slim et Swae Lee participent au concert le 8 décembre à New York et interprètent Party Animal.
En 2013, le producteur et réalisateur Mike Will Made It finalise la création de son label EarDrummers Entertainment en partenariat avec Interscope Records, Slim et Swae devenant les premiers rappeur signés du label. En décembre 2013, ils font une apparition sur la mixtape de Mike Will Made-It #MikeWiLLBeenTriLL sur le morceau We, Le 18 mai 2014, ils sortent leur premier single No Flex Zone, qui a débuté au numéro 36 du Billboard Hot 100. En décembre 2014, Slim et Lee sortent Throw Sum Mo, avec la rappeuse Nicki Minaj et Young Thug, qui fait ses débuts à la 30e place du Billboard Hot 100. Le 6 janvier 2015, ils sortent leur premier album studio, SremmLife, qui débute à la 5e place du Billboard 200.
Le 16 juin 2016, ils annoncent que leur prochain album, SremmLife 2, sortirait le 12 août 2016. L'album comprenait leur première chanson numéro un du Billboard Hot 100, Black Beatles, qui domine le classement dans le numéro du 26 novembre 2016, donnant également à Gucci Mane son premier hit numéro un,.
Le 23 mai 2017, Slim Jxmmi participe à la chanson Tip Toe 2 de Riff Raff. Le 4 août 2017, le duo sort un nouveau single intitulé Perplexing Pegasus. Le 13 octobre 2017, Slim Jxmmi est présenté aux côtés de Young Dolph sur le single de Gucci Mane Stuntin' Ain't Nuthin', qui fait ses débuts à la 95e place du Billboard Hot 100.

### Débuts de carrière solo (2018)
En mars 2018, il sort son premier single solo Brxnks Truck. Le 5 avril 2018, il sort le single Chanel avec son frère cadet Swae Lee et Pharrell Williams.
Le 4 mai 2018, Slim sort son premier album studio solo Jxmtro, qui débute à la sixième place du Billboard 200. Sheldon Pearce de Pitchfork note : Alors que le mélange de pop, de RnB et de dancehall de Swae Lee est plus audacieux, le Jxmtro de Jxmmi est plus cohérent et révèle davantage de lui-même en tant qu'artiste et personne. Calum Slingerland d'Exclaim ! considérait Jxmtro comme « une sortie moins aventureuse, mais Jxmmi montre une nette amélioration de sa technique ».
En mai 2018, il apparaît sur le single primé aux Grammy Awards du rappeur Childish Gambino This Is America. En décembre 2018, Slim sort le single Nothin' for Christmas, avec le duo de hip-hop Rae Sremmurd avec son frère Swae Lee et le label Ear Drummers. Bien qu'il n'ait pas été classé, il reçoit une réponse positive.

### Fine Wine and Hennessyet autres (depuis 2019)
Le 3 octobre 2019, il participe à l'émission Fine Wine and Hennessy d'Afro B. Le clip de la chanson sort le 22 octobre. En novembre 2020, il a collaboré sur B OK avec Baby Goth. Le 2 décembre 2022, il est présenté sur Kilo de Desiigner. Le 29 mars 2024, il apparait aux côtés de Sukihana sur Peep Show de Reazy Renegade.

## Affaire judiciaire
Le 25 janvier 2022, Slim Jxmmi est arrêté à Miami, après avoir agressé la mère de son enfant lors d'une dispute. Selon un rapport d'arrestation de la police de Miami, l'altercation commence lorsque sa petite amie l'a confronté à propos d'une femme qu'il suivait sur les réseaux sociaux. Le rapport de police allègue que Aaquil est rentré chez lui a poursuivi sa petite amie dans leur résidence, et enfoncé une porte lorsqu'elle a tenté de s'échapper. Il aurait également jeté son téléphone par-dessus un balcon. Le 22 février 2022, les charges contre Slim sont abandonnées,.

## Discographie

### Albums studio
| Titre                                    | Détails | Meilleure position | Meilleure position | Meilleure position | Meilleure position |
| Titre                                    | Détails | US                 | US R&B/HH          | US Rap             | CAN                |
| ---------------------------------------- | --- | ------------------ | ------------------ | ------------------ | ------------------ |
| Jxmtro (partie de SR3MM de Rae Sremmurd) | - Sortie : 4 mai 2018 - Labels : EarDrummers, Interscope, SremmLife Crew - Formats : CD, téléchargement, streaming | 6                  | 5                  | 4                  | 4                  |

### Singles
- 2018 : Brxnks Truck
- 2018 : Chanel
- 2018 : Nothing for Christmas